# Ninotsminda (gemeente)
Ninotsminda (Georgisch: ნინოწმინდის მუნიციპალიტეტი, Ninotsmindis moenitsipaliteti) is een gemeente in het zuiden van Georgië met ruim 14.000 inwoners (2024), gelegen in de regio Samtsche-Dzjavacheti. De gelijknamige stad is het bestuurlijk centrum van de gemeente, die een oppervlakte heeft van 1.354 km². Ninotsminda is gesitueerd in het Dzjavacheti-hoogland. De bevolking van Ninotsminda is voor 95% van Armeense komaf, waarmee de gemeente samen met het aangrenzende Achalkalaki het hoogste percentage Armeniërs van Georgische gemeenten heeft.

## Geschiedenis
De hedendaagse gemeente Ninotsminda lag in de middeleeuwen in het vorstendom Samtsche (Samtsche-Saatabago, of ook wel Mescheti). Dit vorstendom werd in de 15e eeuw onafhankelijk van het Koninkrijk Georgië, maar werd in de 16e eeuw door zowel het Ottomaanse Rijk als Safavidisch Perzië bevochten. Door de Vrede van Amasya in 1555 kwam Ninotsminda in Perzisch gecontroleerd gebied te liggen. In de 17e eeuw kwam het gebied onder Ottomaanse controle, en werd het onderdeel van het Eyalet van Çıldır (of ook Pasjalik Achaltsiche).

### Russisch gezag

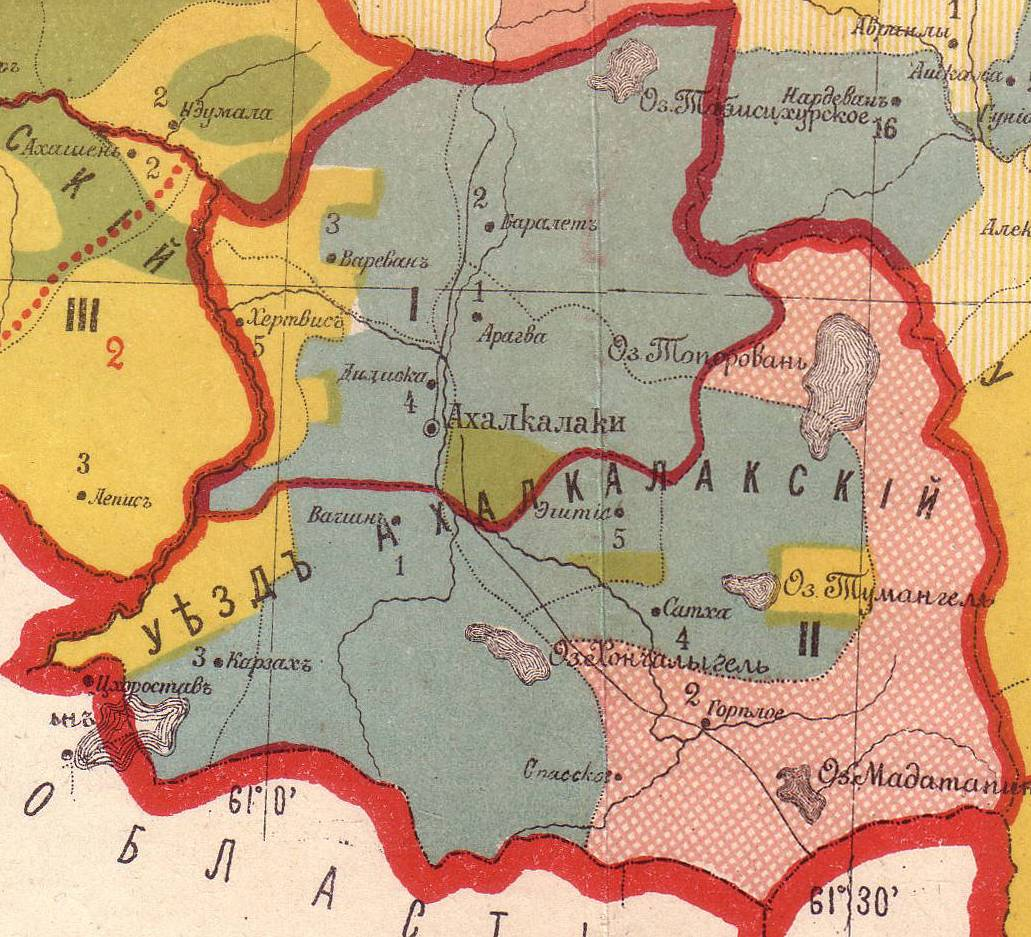
Oejezd Achalkalaki 1874-1930

In de 18e eeuw werd het gebied wederom betwist toen het Georgische koninkrijk Kartli-Kachetië zich los probeerde te worstelen van zowel de Perzen als de Turken. Dit liep met Russische steun uit op een mislukking bij Aspindza en bleef het gebied onder Turks gezag. Gedurende de eerste fase van de Russische annexatie van Georgische gebieden in het begin van de 19e eeuw lag Ninotsminda nog in het Ottomaanse Rijk. Na de Russisch-Turkse Oorlog (1828-1829) en het Verdrag van Adrianopel kwam Ninotsminda en omgeving onder Russisch gezag te staan.
Het gebied werd vervolgens vanaf 1840 bestuurlijk onderdeel van het oejezd Achaltsiche, dat korte tijd deel uitmaakte van het gouvernement Georgië-Imeretië. Het oejezd Achaltsiche werd met de splitsing van dat gouvernement in 1846 bij het gouvernement Koetais ingedeeld, om vervolgens in 1867 naar het gouvernement Tiflis overgeheveld te worden. In 1874 werd het hedendaagse gebied van Ninotsminda en Achalkalaki afgesplitst van Achaltsiche als het oejezd Achalkalaki.

### Doechobors

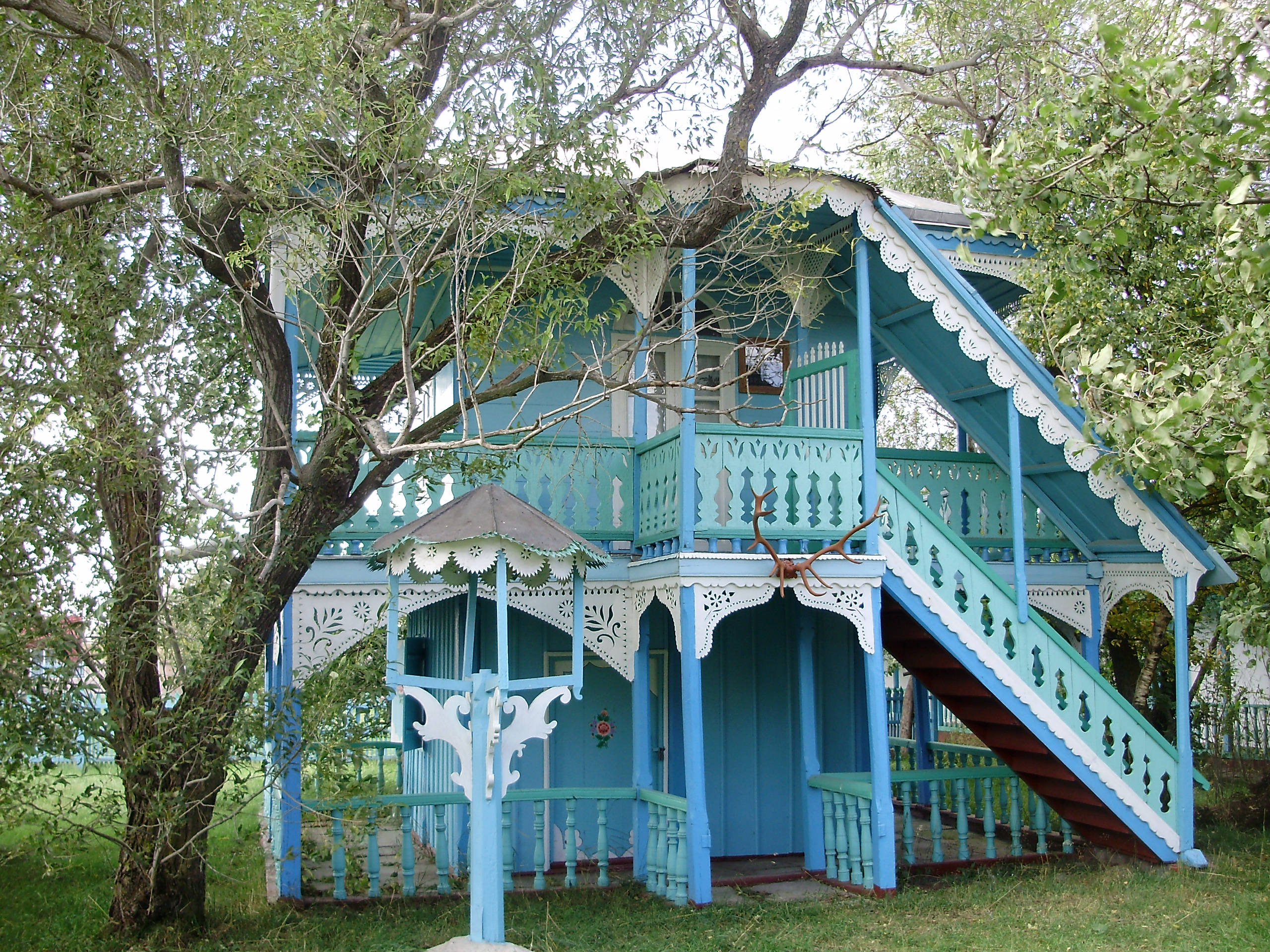
Het Doechobor religieus centrum in Gorelovka

Rond 1840 vestigde een Russische religieuze groepering, de Doechobors ("Geestworstelaars"), zich in het gebied. Zij kwamen van oorsprong uit de omgeving van Melitopol (Oekraïne) en werden verbannen naar Transkaukasië. Deze groep had zich namelijk tegen de Russisch orthodoxe kerk gekeerd en geloofde in een directe relatie met God vanuit het innerlijke zelf, in plaats van via intermediairen zoals een priester. Ongeveer 500 families (in totaal 4.097 mensen) vestigden zich in Dzjavacheti. In het gebied van Ninotsminda werden acht "Doechobor" dorpen werden opgericht. Dit waren naast Bogdanovka (tegenwoordig Ninotsminda geheten) de dorpen Gorelovka, Tambovka, Orlovka, Spasovka, Troskoye (ook wel Kalinino, nu Sameba), Yefremovka en Rodionovka.
In latere decennia maakte hun dissidenten-status plaats voor die van "loyale kolonisten" door de noeste arbeid en bijdrages van de gemeenschap aan de nationale belangen van het Russische Rijk, zoals tijdens verschillende oorlogen in de 19e eeuw. Gedurende de Sovjet-periode veranderde de etnische demografie in de dorpen langzamerhand, door religieuze onderdrukking, deportatie maar ook door de vestiging van andere etniciteiten waaronder Armeniërs na de Armeense genocide in Turkije. Sommige van deze Doechobors emigreerden eind 19e eeuw naar Canada en stichtten daar onder andere een dorp Bogdanovka genaamd in Saskatchewan.
Vanaf de jaren 1980 verhuisden vele Doechobors naar Rusland. Tussen 1979 en 1989 nam het aantal Doechobors in het district af van 3.830 naar 3.165, en in de jaren 1990 reduceerde dat verder naar 1.350 door onder meer het etnisch-nationalisme van president Zviad Gamsachoerdia, de 'Georgianisering' en de burgeroorlogen.

### Moderne bestuurlijke indeling
Tijdens de bestuurlijke hervorming in 1930 binnen de Sovjet-Unie werd het oejezd Achalkalaki gesplitst in de rajons Ninotsminda en Achalkalaki. In de periode 1930-1933 had het rajon de naam Gorelov, waarna het Bogdanovka genoemd werd naar de naam van het districtscentrum Bogdanovka (het huidige Ninotsminda). In 1991 werd de naam Ninotsminda aan het district en de plaats gegeven.
Na de onafhankelijkheid van Georgië werd het district in 1995 ingedeeld bij de nieuw gevormde regio (mchare) Samtsche-Dzjavacheti, en werd het district in 2006 omgevormd tot gemeente.

## Geografie

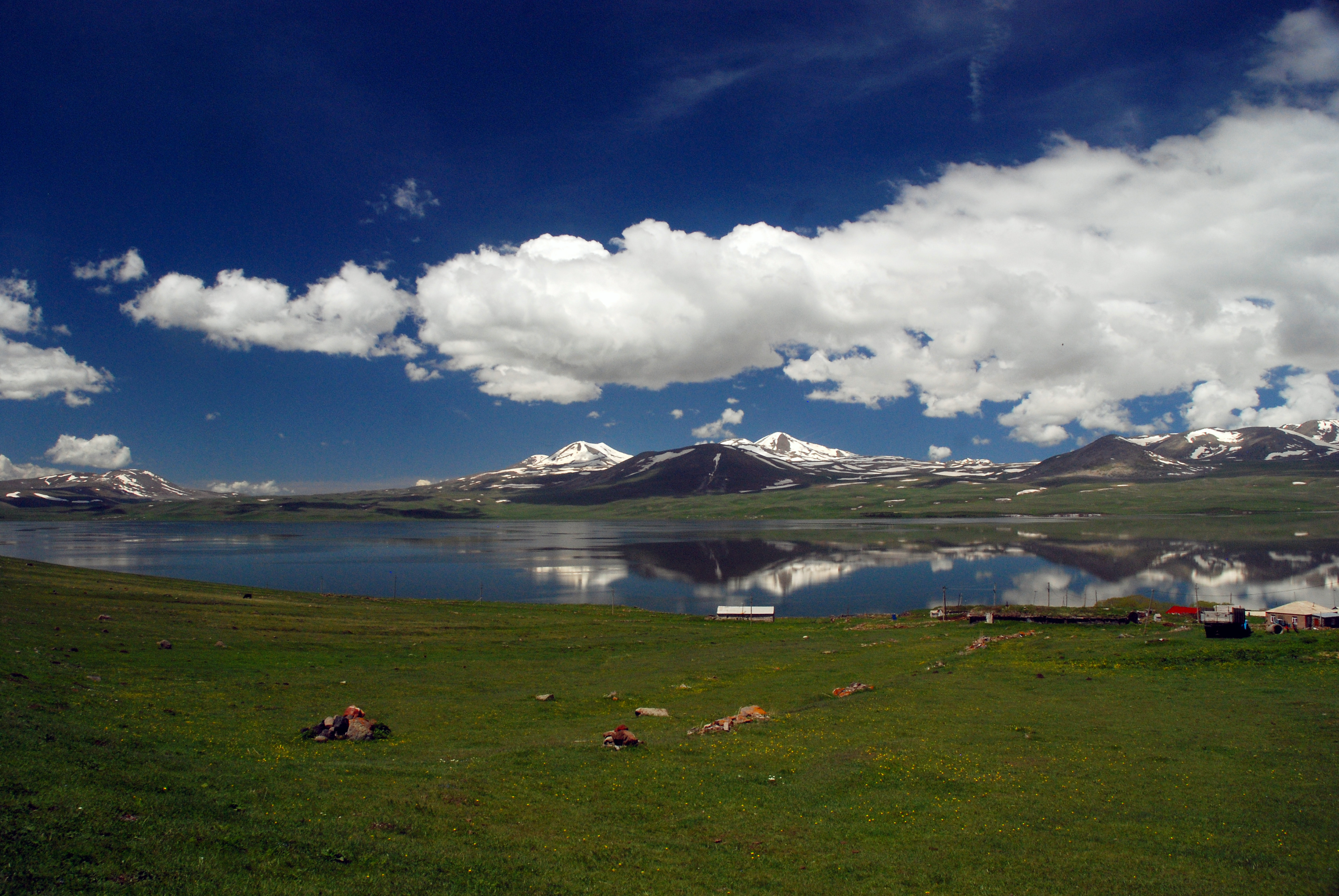
Paravanimeer met Didi Aboeli en Godorebi (midden) en Patara Aboeli (links)

Ninotsminda grenst aan drie Georgische gemeenten, namelijk in het westen de gemeente Achalkalaki, in het noorden Tsalka en in het oosten aan Dmanisi (beiden regio Kvemo Kartli). In het zuiden ligt Turkije. 

### Hoogland en vulkanische gebergtes
De gemeente Ninotsminda ligt in het Achalkalaki-hoogland, een plateau dat onderdeel is van het Dzjavacheti-hoogland, met een hoogte rond de 1.800-2.200 meter boven zeeniveau. Dit blijkt ook uit het laagste punt van de gemeente bij het dorpje Koelalisi van 1.750 meter boven zeeniveau. Het noordoostelijke deel van de gemeentegrens wordt geografisch bepaald door het Samsarigebergte dat zuidwaarts tot in het centrum van de gemeente doorloopt. De oostgrens van de gemeente, dat ook de regiogrens met Kvemo Kartli is, wordt gevormd door het Dzjavachetigebergte dat naar de Armeense grens loopt. De zuidelijke grens met Armenië wordt gedeeltelijk geologisch gevormd door het Nialiskoerigebergte, waarvan de berg Sambortsva op het drielandenpunt met Turkije een hoogte bereikt van 3003 meter boven zeeniveau. 

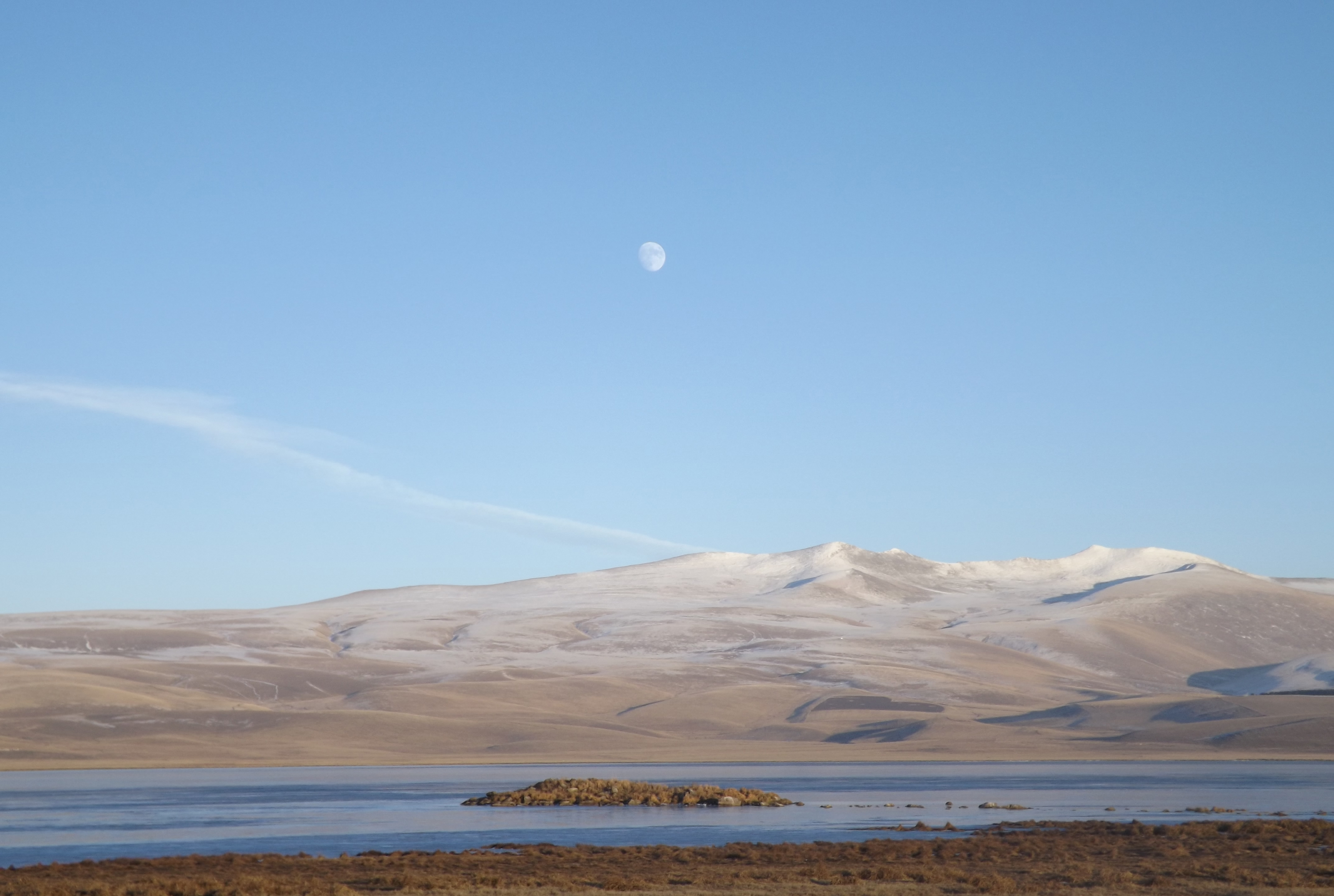
Madatapa Beheerd Reservaat

Het hoogste punt van de gemeente is de vulkaan Godorebi in het Samsarigebergte met een hoogte van 3.188 meter boven zeeniveau, een paar kilometer ten noordoosten van de vulkaan Didi Aboeli. Een andere prominente berg van de gemeente is de Patara Aboeli, een stratovulkaan in het zuidelijke deel van het Samsarigebergte, met een top van 2.800 meter boven zeeniveau. Ten slotte zijn de stratovulkanen Leili (3157 m) en Emlikli (3054 m) in het Dzjavachetigebergte prominente toppen op de oostelijke grens van de gemeente.
De geografie van Ninotsminda wordt verder bepaald door verschillende meren, waaronder het grootste meer van het land, het Paravanimeer dat op een hoogte van 2.074 meter boven zeeniveau ligt. Uit dit meer stroomt de belangrijkste rivier van de gemeente, de Paravani die in de gemeente Aspindza in de Mtkvari uitmondt. In Ninotsminda zijn verschillende beschermde natuurgebieden, met name rond de meren, zoals het Nationaal park Dzjavacheti, Madatapa Beheerd Reservaat en Chantsjali Beheerd Reservaat.

## Demografie
Begin 2024 telde de gemeente Ninotsminda 14.623 inwoners, een daling van meer dan 40% ten opzichte van de volkstelling van 2014. In dezelfde periode verloor het gemeentelijk centrum Ninotsminda ruim 23% inwoners.
| Gemeente Ninotsminda | 28.569 | -   | 34.575 | 32.064 | 37.267 | 36.268 | 38.935 | 34.305 | 24.491 | 19.580 | 14.623 |  |  |  |
| |        |     |        |        |        |        |        |        |        |        |        |  |  |  |
| Ninotsminda | -      | 383 | 964    | 1.658  | 2.824  | 3.826  | 7.285  | 6.287  | 5.144  | 4.525  | 3.955  |  |  |  |
| Verantwoording data: Bevolkingsstatistiek Georgië 1897 tot heden. Noot: Noot 2: Tot 1991 had Ninotsminda de naam Bogdanovka. |        |     |        |        |        |        |        |        |        |        |        |  |  |  |

### Etniciteit en religie
De bevolking van Ninotsminda bestond volgens de volkstelling van 2014 vrijwel geheel uit Armeniërs (95,0%). Daarmee heeft Ninotsminda het hoogste aandeel Armeniërs van alle Georgische gemeenten. De overige 5% bestond uit voornamelijk Georgiërs (4,2%) en Russen (0,8%). Het grootste deel van de inwoners was volgens deze volkstelling Armeens-Apostolisch (80,8%), gevolgd door Katholieken (12,1%) en Georgisch-Orthodoxen (3,6%) en moslims (2,2%). Verder werden kleine aantallen jehova's en joden geteld.

## Administratieve onderverdeling

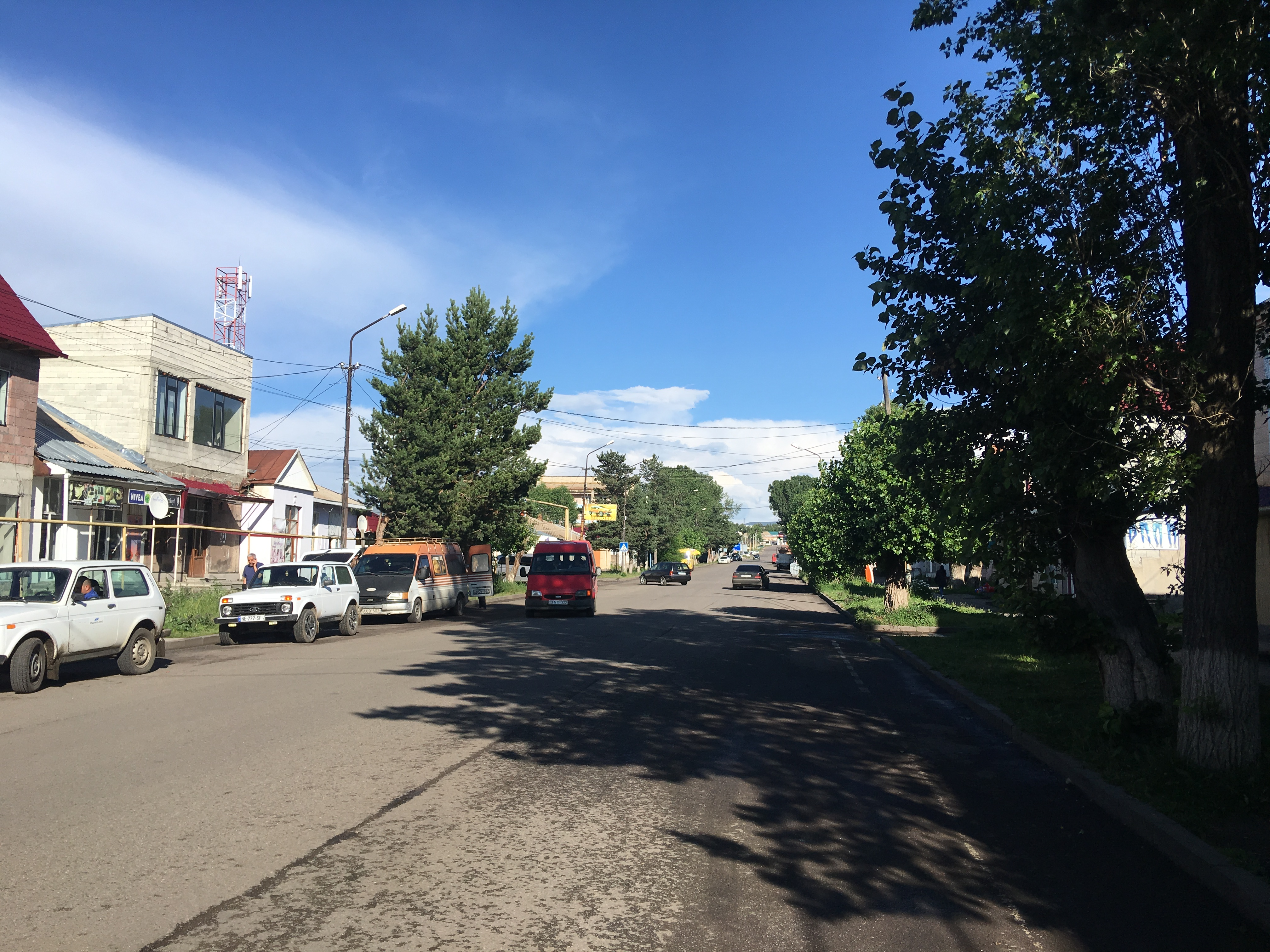
Gemeentelijk centrum Ninotsminda

De gemeente Ninotsminda is administratief onderverdeeld in 9 gemeenschappen (თემი, temi) met in totaal 31 dorpen (სოფელი, sopeli) en er is één stad (ქალაქი, kalaki).
- stad: Ninotsminda;
- daba: geen;
- dorpen: in totaal 31, waaronder Esjtia.

## Bestuur
De gemeenteraad van Ninotsminda (Georgisch: საკრებულო, sakreboelo) wordt elke vier jaar gekozen in een gemengd kiesstelsel. Een deel wordt via enkelvoudige kiesdistricten gekozen en een deel via evenredige vertegenwoordiging van gesloten partijlijsten, waarvoor een kiesdrempel geldt van drie procent.
| Partij | Partij                             | 2014 | 2017 | 2021 |
| ------ | ---------------------------------- | ---- | ---- | ---- |
|        | Georgische Droom (GD)              | 19   | 24   | 27   |
|        | Verenigde Nationale Beweging (UNM) | 2    |      | 1    |
|        | Overige partijen                   | 4    | 2    | 2    |
| Totaal | Totaal                             | 25   | 26   | 30   |

## Bezienswaardigheden

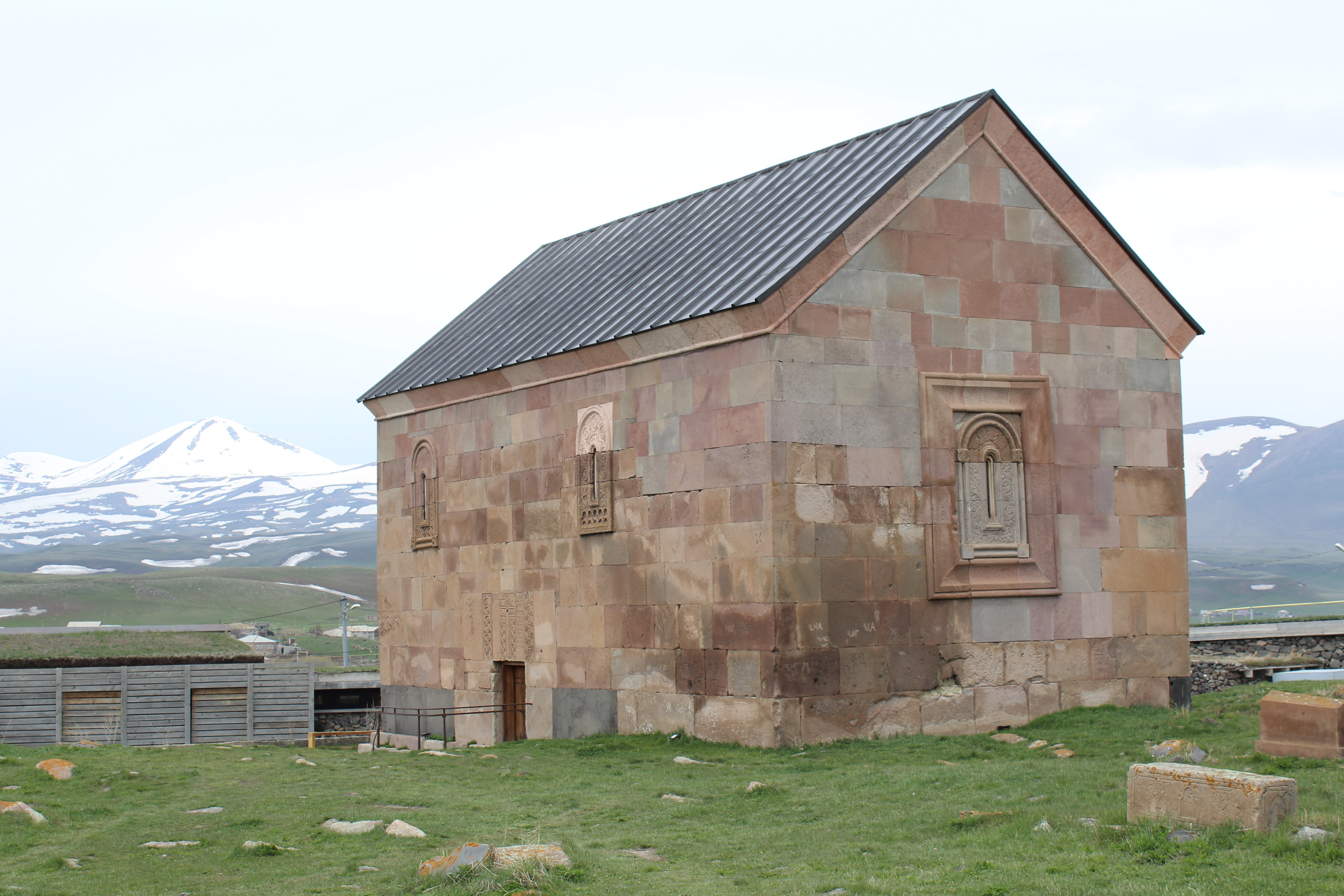
St Nino-kerk in Poka, de plek waar de heilige Nino uitrustte toen ze Georgië binnenreisde.

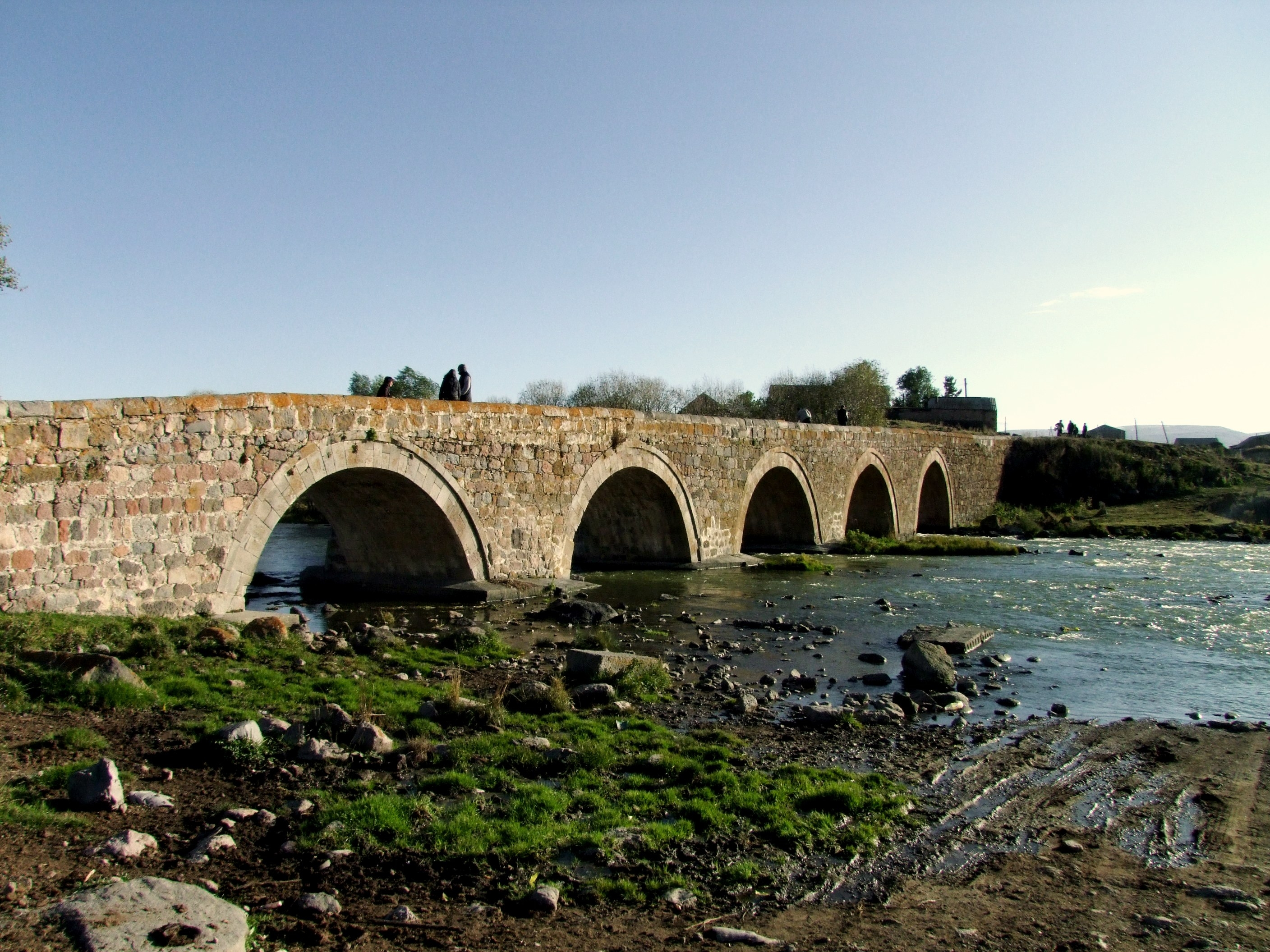
Stenen boogbrug uit de 13e-14e eeuw in het dorp Kaoerma

In de gemeente zijn verschillende bezienswaardigheden, maar de belangrijkste zijn:
- St Nino-kerk en nonnenklooster in Poka. De hallenkerk stamt uit 1027 en werd gebouwd in ere van de heilige Nino die in de 4e eeuw Georgië tot het christendom bekeerde. Zij kwam vanuit de Turkse landen in Dzjavacheti Georgië binnen en zou volgens de overlevering bij het Paravanimeer enkele dagen uitgerust hebben. In 1989 en 1992 werden bij de kerk kloosters gebouwd.[32][33]
- Sjaorifort. Ruïnes van een megalitisch complex uit de bronstijd bestaande uit een cyclopisch fort. Het geheel bestaat uit twee delen die zijn gesitueerd op ruim 2750 meter hoogte op een vulkaankegel en kijkt uit over het Paravanimeer.[34][35]
- Aboelifort. Ongeveer dertien kilometer ten zuidwesten van het Sjaorifort liggen de ruïnes van een cyclopisch fort uit de bronstijd (tweede millennium v.Chr.). Het fort ligt op 2670 meter hoogte op de zuidoostelijke helling van de Patara Aboeli-vulkaan. Het kent gelijkenissen met het Sjaorifort. Hier staan nog muren tot vijf meter hoog en met een breedte tot drie meter.[36][37]
- Stenen boogbrug met vijf bogen in het dorp Kaoerma over de Paravani-rivier. De brug met een lengte van 72 meter en een breedte van 4,5 meter stamt uit de 13e-14e eeuw en lag in een van de centrale wegen uit het Byzantijnse Rijk naar oostelijk Georgië.[38]
- Paravanimeer, het grootste meer van Georgië op 2073 meter boven zeeniveau met zicht op het Samsarigebergte. Verschillende kleinere meren in de gemeente behoren tot beschermde natuurgebieden.
- Nationaal park Dzjavacheti.
- Huismuseum in Esjtia van de Armeens-Georgische dichter Victor Hovsepjan (1947-1996).

## Vervoer

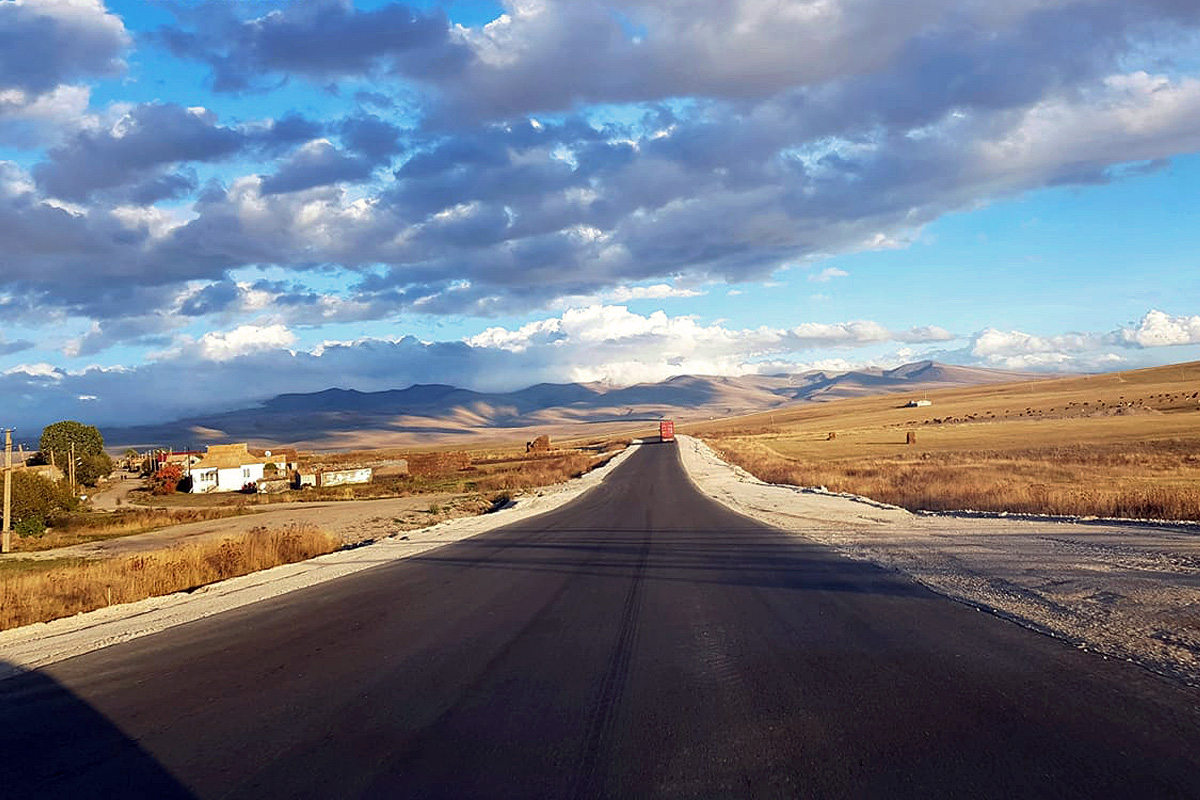
De S11/E692 door Ninotsminda

De belangrijkste doorgaande wegen door de gemeente zijn de Georgische route van internationaal belang S11 (E692), een belangrijke verbinding uit centraal Georgië naar Armenië, en de nationale route Sh31 die Tbilisi met het zuiden van Samtsche-Dzjavacheti verbindt. 
Sinds de jaren tachtig van de twintigste eeuw is Ninotsminda verbonden via het spoor met Tbilisi, via Tsalka, Tetritskaro en Marabda. De route is feitelijk sinds 2007 buiten gebruik voor passagiersvervoer. De lijn is vanaf 2007 grondig gemoderniseerd in het kader van de Baku-Tbilisi-Kars spoorlijn. Tussen Achalkalaki en Ninotsminda is een aftakking naar Turkije aangelegd, waarbij er ook een groot vracht- en spoorwisselstation bij Achalkalaki gemeente is gebouwd. Sinds 2017 rijden er internationale goederentreinen over het spoor. Het lokale passagiersvervoer is niet hervat. 